# شعب العلس (إب)

تعديل مصدري - تعديل

شعب العلس محلة تابعة لقرية الجرنين، التابعة لعزلة بلادشار بمديرية إب إحدى مديريات محافظة إب في الجمهورية اليمنية.، بلغ تعداد سكانها 72 حسب تعداد اليمن لعام 2004.